# Лукомская волость

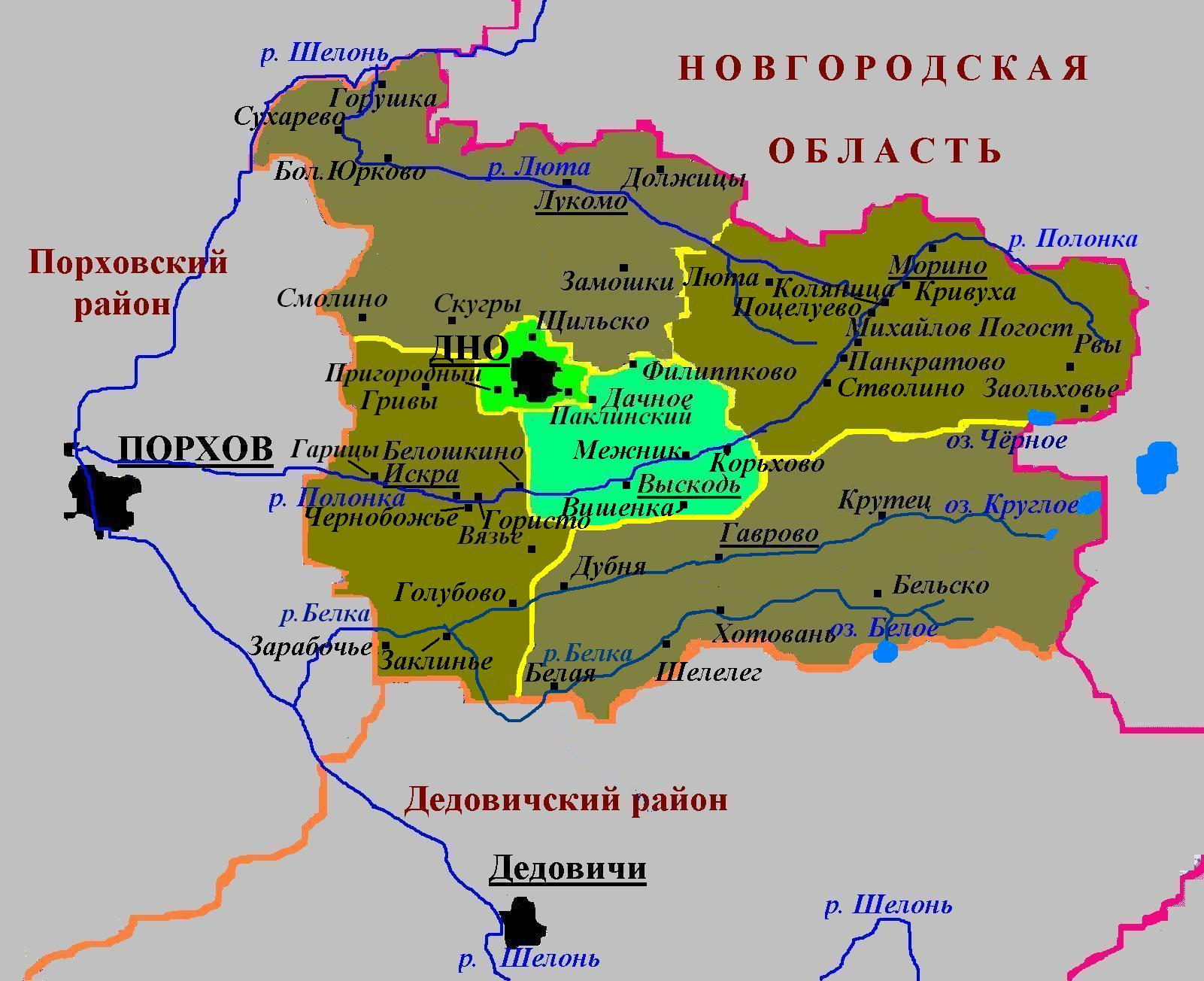
Административное деление Дновского района в 2006—2015 годы

Лукомская волость  — бывшие административно-территориальная единица 3-го уровня и муниципальное образование со статусом сельского поселения (2006—2015) в Дновском районе Псковской области России.
Административный центр — деревня Лукомо.

## География
Территория волости находилась на северо-западе района и граничила на юге с городским поселением Дно, Искровской и Выскодской волостями, на востоке — с Моринской волостью Дновского района, на западе — с Порховским районом Псковской области, на севере — с Новгородской областью.

## Население
| 2010 | 2012 | 2013 | 2014 | 2015 |
| ---- | ---- | ---- | ---- | ---- |
| 842  | ↘823 | ↘792 | ↘778 | ↘756 |

## История
Территория этой волости в 1927 году вошла в Дновский район в виде Лукомского, Замошского и Горушинского сельсоветов.
В 1935 году Горушинский сельсовет был переименован в Юрковский сельсовет.
Указом Президиума Верховного Совета РСФСР от 16 июня 1954 года в Замошский сельсовет был включён Лукомский сельсовет.
Постановлением Псковского областного Собрания депутатов от 26 января 1995 года все сельсоветы в Псковской области были переименованы в волости, в том числе Замошский сельсовет был превращён в Замошскую волость с центром в деревне Лукомо.
Законом Псковской области от 28 февраля 2005 года в границах Юрковской (д. Большое Юрково) и Замошской (д. Лукомо) волостей было образовано муниципальное образование Лукомская волость со статусом сельского поселения с 1 января 2006 года в составе муниципального образования Плюсский район со статусом муниципального района.
Согласно Закону Псковской области от 30 марта 2015 года № 1508-ОЗ «О преобразовании муниципальных образований», Лукомская волость была упразднена и включена в городское поселение Дно с центром в рабочем посёлке Дно.

## Населённые пункты
В состав Лукомской волости входила 41 деревня: Бессолово, Большое Тресно, Большое Юрково, Валуй, Вошково, Гачки, Горушка, Гривки, Должицы, Дубняк, Залесье, Замошки, Ивашково, Каменка, Кипрово, Костыжицы, Красница, Лужки, Лукомо, Лучкино, Любонег, Любянцы, Лядины, Малое Тресно, Нива, Нинково, Новодети, Переходы, Подолжицы, Подосье, Полосы, Раменье, Скугры, Смолино, Соснивицы, Старое Село, Сухарево, Черевково, Черемново, Чубаково, Ясная Поляна.